# Sartell, Minnesota
Sartell, Minnesota (енгл. Sartell) град је у америчкој савезној држави Минесота.

## Демографија
По попису из 2010. године број становника је 15.876, што је 6.235 (64,7%) становника више него 2000. године.
| Група             | 2000.         | 2010.          |
| Белци             | 9.333 (96,8%) | 15.033 (94,7%) |
| Афроамериканци    | 28 (0,3%)     | 138 (0,9%)     |
| Азијати           | 117 (1,2%)    | 244 (1,5%)     |
| Хиспаноамериканци | 84 (0,9%)     | 228 (1,4%)     |
| Укупно            | 9.641         | 15.876         |